# Cylicomera rubrofasciata
Cylicomera rubrofasciata is een vliegensoort uit de familie van de roofvliegen (Asilidae). De wetenschappelijke naam van de soort is voor het eerst geldig gepubliceerd in 1881 door Lynch Arribálzaga.